# Sopsamlare

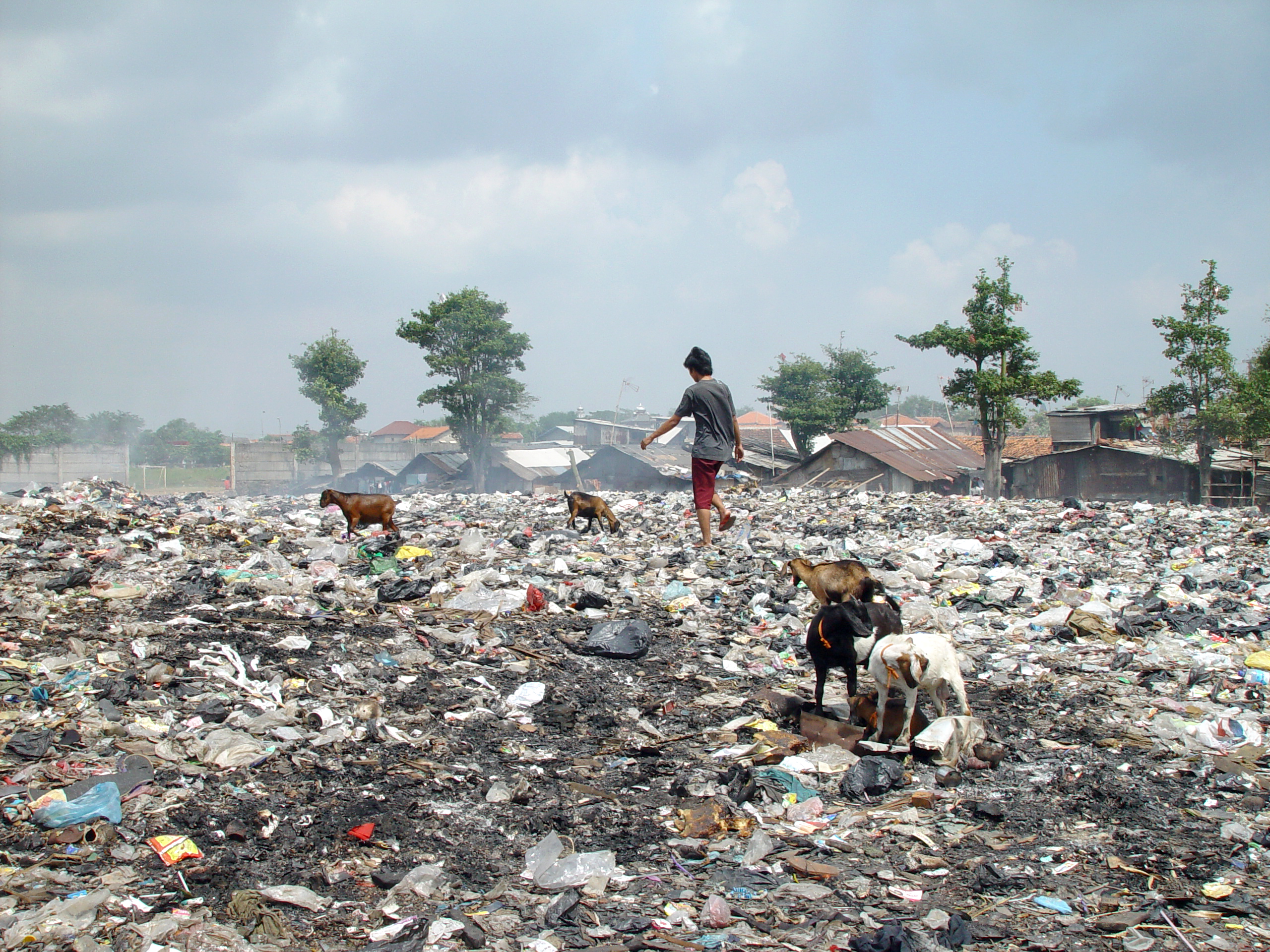
Sopsamlare i Jakarta, Indonesien.

En sopsamlare är en person som samlar sopor som går att återanvända eller återvinna som de nyttjar för personlig konsumtion eller säljer. Det finns miljontals sopsamlare globalt, mestadels i utvecklingsländer, men också allt mer i utvecklade länder. Det förekommer att sopsamlare är anställda eller anlitade av andra.
Olika former av sopsamlande har praktiserats sedan antiken, men det moderna sopsamlandet växte fram efter industrialiseringen under 1800-talet. Över det senaste halvseklet, har sopsamlande som fenomen vuxit kraftigt till följd av en allt snabbare urbanisering och en växande global handel med skräp.

## I utvecklade länder
I utvecklade länder förekommer sopsamlare som är formellt anställda, eller som aktivister, och lämnar då vanligen sitt skräp till en återvinningscentral eller dylikt.

## Bilder

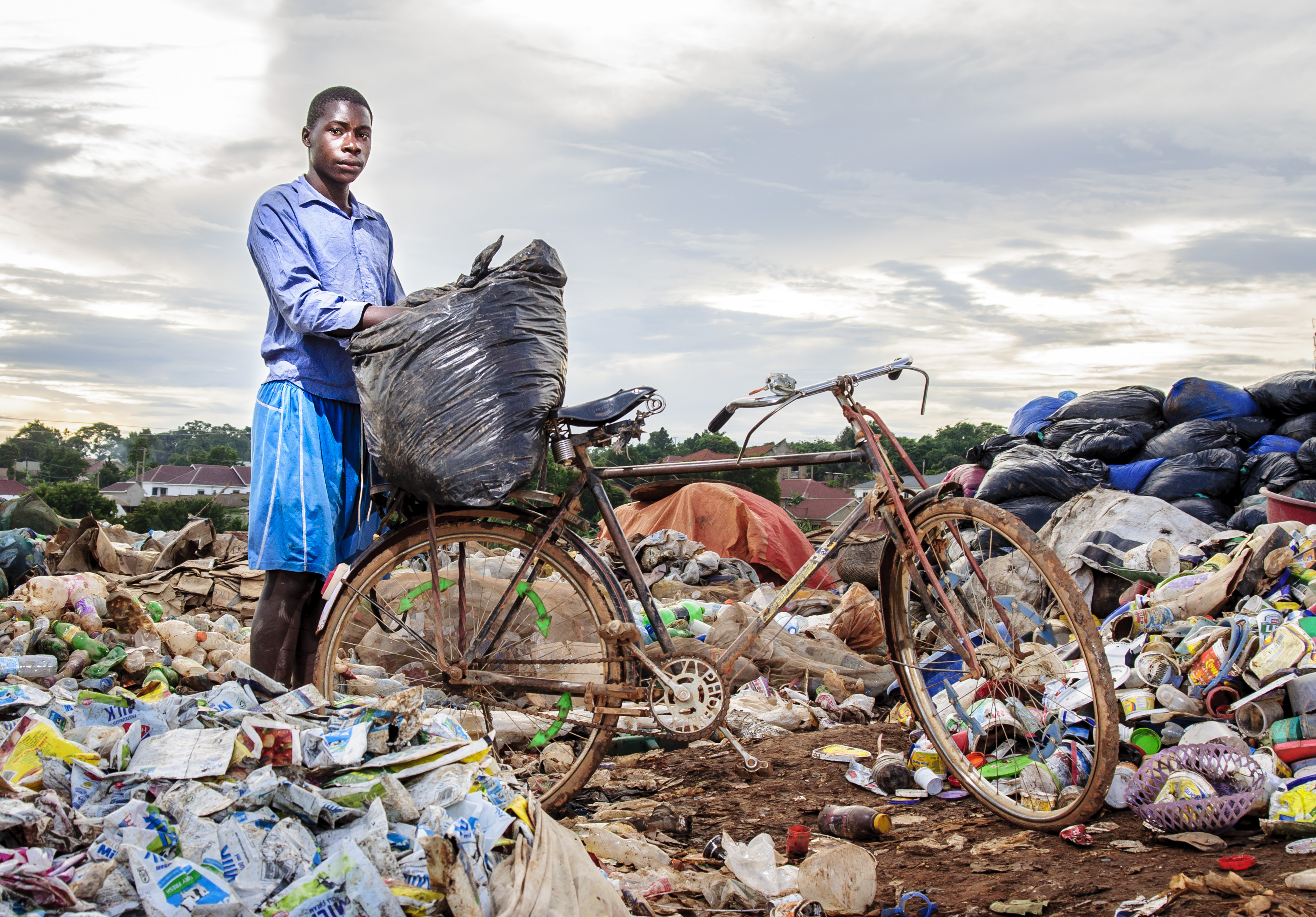
En ung man i Uganda plockar sopor på en soptipp. På grund av platsen och förhållandena finns en hög risk att bli sjuk eller skadad om man tvingas plocka skräp på det här viset.
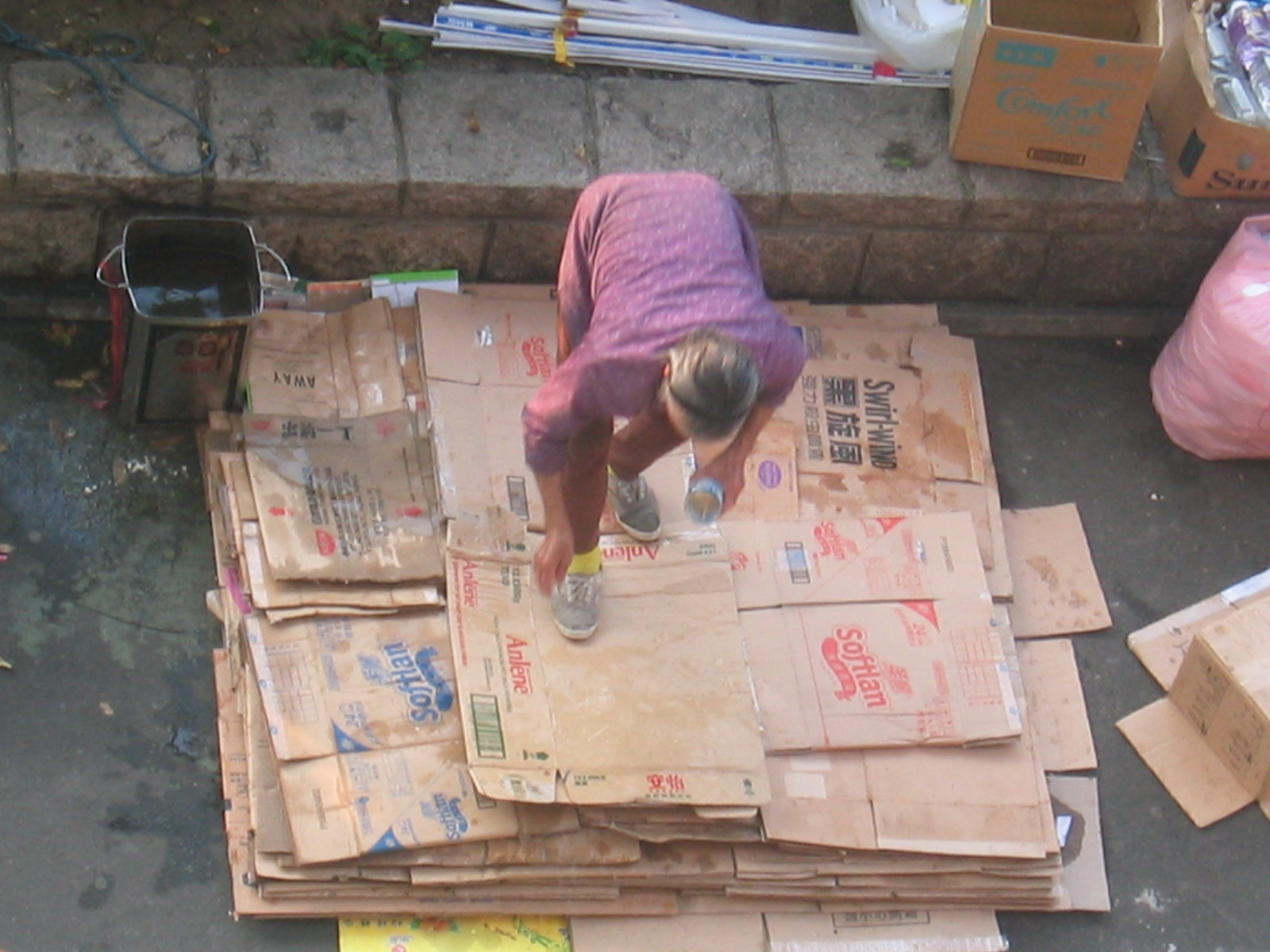
En kvinna i Hong Kong häller vatten på papper hon samlat för att öka dess vikt för att kunna öka sin profit.
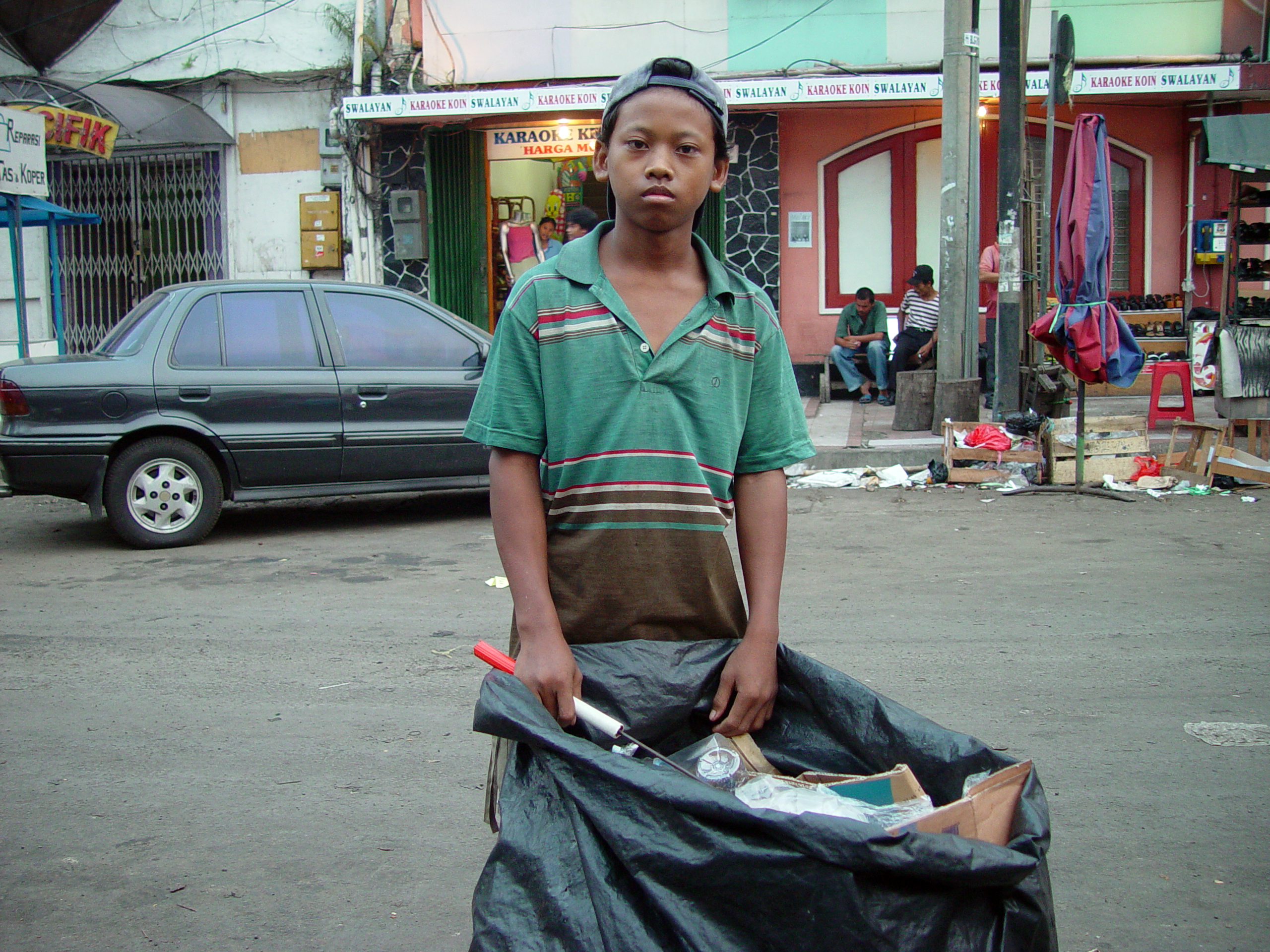
En barnarbetare som plockar sopor i Indonesien (2004).
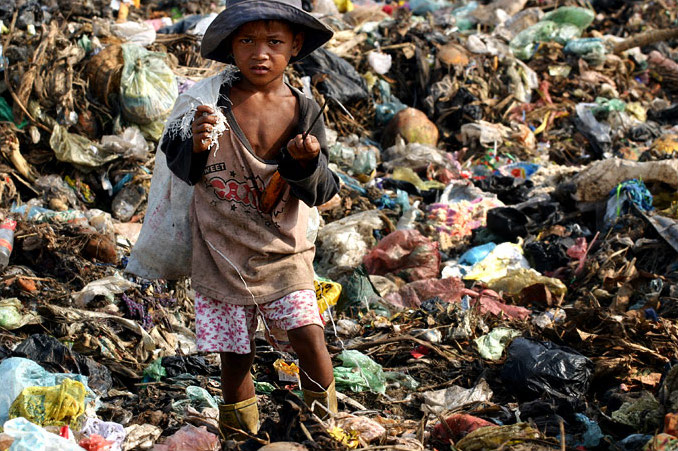
En barnarbetare som plockar sopor på en soptipp i Kambodia (2006).